# Catherine Kellner
Catherine Kellner (New York, 2 oktober 1970) is een Amerikaans actrice van Hongaars-Joodse afkomst. Zij debuteerde in 1989 op het witte doek in de thriller Eyewitness to Murder. Sindsdien speelde ze rollen in meer dan 25 films. Een aanzienlijk aantal daarvan betreft personages in independant en/of arthousefilms.

## Filmografie
*Exclusief televisiefilms
| - Dedication (2007) - Alchemy (2005) - Road (2005) - The Grey (2004) - Justice (2003) - Outpatient (2002) - Pearl Harbor (2001) - The Weight of Water (2000) - Shaft (2000) - Tully (2000) - Sleepwalk (2000) - Spring Forward (1999) - 30 Days (1999) | - 200 Cigarettes (1999) - Restless (1998) - Day at the Beach (1998) - Restaurant (1998) - Rosewood (1997) - Highball (1997) - Minotaur (1997) - No Way Home (1996) - MURDER and murder (1996) - Kicking and Screaming (1995) - Open Season (1995) - Six Degrees of Separation (1993) - Eyewitness to Murder (1989) |

- Library of Congress Control Number: no2003085247
- Nationale Bibliotheek van Israël: 987007405962705171
- Virtual International Authority File: 173806194